# Liga de la Delos

Liga de la Delos în 431 î.Hr.

Liga de la Delos reprezintă o inovație majoră în practica alianțelor militare – symmachiilor, ale lumii antice, în măsura în care reprezintă o organizare militară și politică permanentă, și nu o simplă juxtapunere conjucturală de forțe militare, cum erau alianțele bilaterale sau multiple anterioare. Liga are un consiliu, sunedrion, convocat anual la Delos, din care fac parte reprezentanții fiecărei cetăți membre, fiecare având – inclusiv Atena – câte un vot.
Principalul obiectiv este constituirea unei flote permanente, gata oricând să intervină în favoarea oricăreia dintre cetățile aliate; în acest scop, fiecare cetate trebuie să participe cu câte un contingent de corăbii, cu echipajele mobilizate permanent, adică cel puțin 8 luni din an, pe cheltuială proprie, sau, dacă nu poate, plătește o contribuție anuală, phoros, la tezaurul comun, păstrat în sanctuarul de la Delos. Cu aceste fonduri, atenienii se angajează să construiască, să echipeze și să întrețină cota de triere care ar fi revenit fiecărei cetăți care plătea tributul. Aceste cote au fost stabilite cu mare grijă de către Aristeides și au fost acceptate de toate cetățile participante. Dintre cetățile aliate, doar cele mai importante și mai bogate – Samos, Chios, Thasos și alte câteva – preferă să dea contingente de corăbii; cele mai multe consideră că e mai puțin împovărător să plătească phoros-ul anual decât să mobilizeze și resurse umane și resurse materiale importante pentru flota comună.
Primii ani după organizarea ligii antrenează această flotă mai importantă și mai bine exersată și instruită decât oricare alta, în expediții prestigioase și profitabile, mai ales datorită inițiativei lui Kimon, fiul lui Miltiades, care, cel dintâi, înțelege că o carieră victorioasă de strateg îi poate aduce beneficii materiale și o putere politică personală cu totul remarcabile, chiar în condițiile în care forța colectivă a demos-ului tindea să diminueze drastic ponderea și prestigiul individual al aristocrației tradiționale; între 477 a.chr. și 461 a.chr, victorii succesive în zona Traciei de sud și pe coastele Asiei Mici, culminând în 469 a.chr. cu victoria de la Eurymedon, din Pamphylia, contra perșilor, pun în evidență potențialul imens pe care liga de la Delos îl punea la dispoziția Atenei.
Aceste triumfuri inaugurale vor fi însă contrabalansate de eșecul acțiunilor în Egipt. Acolo căpetenia libiană Inaros, care pornește o răscoală contra perșilor în 463 a.chr. cere ajutorul atenienilor, și flota Ligii ajunge până la Memphis. In 456 a.chr. însă, perșii trimit o puternică flotă care îi asediază pe atenieni într-o insulă din delta Nilului și, doi ani mai târziu, o înfrângere catastrofală pune capăt acestei aventuri egiptene.
În acest context, mai multe dintre cetățile mari încearcă să se retragă din ligă. Atenienii mută tezaurul de la Delos, considerat prea expus, în templul Atenei Parthenos de pe Acropole și înfrâng rând pe rând cetățile rebele unde, de cele mai multe ori, facțiuni aristocratice încercaseră și răsturnarea regimurilor inspirate de modelul, tot mai clar democratic, al instituților ateniene. Cu ajutorul aliaților mai mărunți, care aveau interesul de a păstra liga, și datorită flotei foarte importante – din ce în ce mai “autentice” datorită mecanismului tributului – Atena învinge pe rând răscoalele de la Thasos, Samos, Colophon, Chalcis și Eretria în 447 a.chr. și Milet în 446-5 a.chr. Pedepsirea cetăților răsculate e exemplară, atenienii confiscându-le o parte din teritorii pe care le distribuie propriilor oșteni instalați ca garnizoană în orașele rebele, care prestează și un jurământ de fidelitate față de Atena. Liga de la Delos se transformă astfel într-o adevărată hegemonie ateniană, instrument al politicii Atenei, cu atât mai mult cu cât scopul ei originar – apărarea contra Persiei – devenise caduc odată cu încheierea păcii lui Callias. În ciuda acestui fapt, marea majoritate a celor aproximativ 275 de cetăți rămân fidele alianței până târziu către sfârșitul războiului Peloponesiac, preferând avantajele de securitate pe care liga le oferea idealurilor de suveranitate perfectă pe care imaginarul cetății le considera a fi o valoare definitorie a vieții în polis.
Liga rămâne, în linii mari, la structura imaginată în 478 î.Hr. de Aristeides. Organizarea ei ne este mult mai bine cunoscută începând din 454 a.chr, când tezaurul se mută la Atena și în schimbul găzduirii în templul Atenei Parthenos, fiecare cetate consacră a 60-a parte din tribut în chip de ofrandă, aparche, pentru zeiță; inscripțiile care înregistrau an de an aceste ofrande s-au păstrat în bună măsură (este vorba de așa numitele Liste ale Tributului atenian) și analiza lor a permis istoricilor să reconstituie și cuantum-ul tributului, și extensia și mecanismele cele mai importante ale acestei structuri politico-militare unice în lumea antică.
Pentru strângerea anuală a tributului, cetățile sunt grupate în cinci districte pe criteriu geografic – Tracia, Hellespontul, Ionia, Caria și insulele. Odată la patru ani, cuatumul phoros-ului e fixat pentru fiecare cetate în parte, variind de la mai puțin de un talant pentru cetățile mai mici la peste 15 talanți pentru cetăți ca Byzantion sau Abdera. În mare, cuatumul total rămâne cel fixat în 478 a.chr. de cca 470 de talanți (până în primii ani ai războiului peloponesiac, când cuantumul sare brusc la peste 1300 de talanți). În fiecare an, la Marile Dionysii, delegații sutelor de cetăți aduc la Atena tributul și îl încredințează magistraților atenieni numiți hellenotamiai (vistiernici ai elenilor) care îl administrează conform cu deciziile sunedrion-ului și mai ales ale Sfatului atenian (boulé⁠(en)[traduceți]). Aceste fonduri sunt, în principiu măcar, destinate creșterii și întreținerii flotei aliate, aflată mereu pe picior de război.
Din punct de vedere militar și politic, Atena obține prin Ligă o întâietate necontestată ca putere maritimă și concurează cu Sparta pentru statutul de cea mai mare putere militară a lumii grecești. Hegemonia Atenei prin Liga de la Delos i-a permis o lărgire fără termen de comparație a cadrului instituțional și funcționarea, mai bine de un secol, a formei celei mai radicale de guvernare democratică din istoria lumii antice.